# Saint-Flour (Cantal)
Saint-Flour é uma comuna francesa na região administrativa de Auvérnia-Ródano-Alpes, no departamento de Cantal. Estende-se por uma área de 27,17 km². Em 2010 a comuna tinha 6 907 habitantes (densidade: 254,2 hab./km²).